# 이소베 츠토무
이소베 츠토무(일본어: 磯部勉, 1950년 10월 13일 ~ )는 일본의 배우이자 성우이다.  신체는 173cm, 72kg이다.

## 출연작

### 드라마
- 2005년~2006년 《마법전대 마지렌쟈》